# Ramphastidae
I Ranfastidi (Ramphastidae (Vigors, 1825)) sono una famiglia di uccelli piciformi diffusa esclusivamente nelle regioni tropicali del Centro e Sud America.

## Descrizione
Presentano un corpo relativamente corto e tozzo se comparato con la testa e le dimensioni delle altre famiglie di uccelli. Le ali sono corte per muoversi meglio nella fitta foresta e non sono molto utilizzate in quanto i ranfastidi non effettuano mai voli eccessivamente lunghi ma si limitano a spostarsi di albero in albero. Le zampe sono corte e forti e le dita sono posizionate in coppia, due avanti e due dietro (zigodattilia). Una caratteristica evidente sono i colori sgargianti del piumaggio e del becco. Non presentano dimorfismo sessuale ad eccezione del genere Selenidera. Tuttavia generalmente le femmine hanno il becco più corto e forte rispetto ai maschi.

## Biologia
Generalmente i ranfastidi sono frugivori ma in taluni casi non disprezzano la caccia di piccoli animali come insetti o lucertole. A volte si nutrono anche delle uova degli uccelli più piccoli insidiandone i nidi.
Depongono dalle 2 alle 4 uova in un nido costruito nel buco di un albero, scavato precedentemente da qualche altro animale (ad esempio un picchio), poiché raramente i ranfastidi utilizzano il becco come uno strumento per la forazione dei tronchi. I pulcini appena nati si presentano completamente nudi e privi di qualunque protezione epiteliale. 
Non sono stati osservati comportamenti migratori e vivono casualmente in coppia e occasionalmente in piccoli gruppi.

## Tassonomia
La famiglia comprende i seguenti generi e specie:
- Genere Aulacorhynchus Gould, 1835
  - Aulacorhynchus wagleri (J.H.C.F.Sturm  & J.W.Sturm, 1841) - tucanetto di Wagler
  - Aulacorhynchus prasinus (Gould, 1833) - tucanetto smeraldino
  - Aulacorhynchus caeruleogularis (Gould, 1853) - tucanetto golablu
  - Aulacorhynchus albivitta (Boissonneau, 1840) - tucanetto delle Ande
  - Aulacorhynchus atrogularis (J.H.C.F.Sturm  & J.W.Sturm, 1841) - tucanetto golanera
  - Aulacorhynchus sulcatus (Swainson, 1820) - tucanetto beccosolcato
  - Aulacorhynchus derbianus Gould, 1835 - tucanetto codacastana
  - Aulacorhynchus whitelianus (Salvin & Godman, 1882) - tucanetto di Whitely
  - Aulacorhynchus haematopygus (Gould, 1835) - tucanetto groppacremisi
  - Aulacorhynchus huallagae Carriker, 1933 - tucanetto dai sopraccigli
  - Aulacorhynchus coeruleicinctis d'Orbigny, 1840 - tucanetto bandablu
- Genere Pteroglossus Illiger, 1811
  - Pteroglossus viridis (Linnaeus, 1766) - aracari verde
  - Pteroglossus inscriptus Swainson, 1822 - aracari scritto
  - Pteroglossus bitorquatus Vigors, 1826 - aracari collorosso
  - Pteroglossus azara (Vieillot, 1819) - aracari beccoavorio
  - Pteroglossus mariae Gould, 1854 - aracari beccobruno
  - Pteroglossus aracari (Linnaeus, 1758) - aracari collonero
  - Pteroglossus castanotis Gould, 1834 - aracari guancecastane
  - Pteroglossus pluricinctus Gould, 1835 - aracari fasciato
  - Pteroglossus torquatus (J.F.Gmelin, 1788) - aracari dal collare
  - Pteroglossus sanguineus Gould, 1854 - aracari beccostriato
  - Pteroglossus erythropygius Gould, 1843 - aracari beccochiaro
  - Pteroglossus frantzii Cabanis, 1861 - aracari beccoflammeo
  - Pteroglossus beauharnaesii Wagler, 1832 - aracari crestariccia
  - Pteroglossus bailloni (Vieillot, 1819) - tucanetto zafferano
- Genere Selenidera Gould, 1837
  - Selenidera spectabilis Cassin, 1858 - tucanetto guancegialle
  - Selenidera piperivora (Linnaeus, 1758) - tucanetto della Guyana
  - Selenidera reinwardtii (Wagler, 1827) - tucanetto dal collare
  - Selenidera nattereri (Gould, 1835) - tucanetto ciufficrema
  - Selenidera gouldii (Natterer, 1837) - tucanetto di Gould
  - Selenidera maculirostris (Lichtenstein, 1823) - tucanetto beccomacchiato
- Genere Andigena Gould, 1851
  - Andigena hypoglauca (Gould, 1833) - tucano montano pettogrigio
  - Andigena laminirostris Gould, 1851 - tucano montano beccoplaccato
  - Andigena cucullata (Gould, 1846) - tucano montano monaco
  - Andigena nigrirostris (Waterhouse, 1839) - tucano montano becconero
- Genere Ramphastos Linnaeus, 1758
  - Ramphastos dicolorus Linnaeus, 1766 - tucano pettorosso
  - Ramphastos vitellinus Lichtenstein, 1823 - tucano scanalato
  - Ramphastos citreolaemus Gould, 1844 - tucano golacitrina
  - Ramphastos brevis Meyer de Schauensee, 1945 - tucano del Chocò
  - Ramphastos sulfuratus Lesson, 1830 - tucano carenato
  - Ramphastos toco Statius Müller, 1776 - tucano toco
  - Ramphastos tucanus Linnaeus, 1758 - tucano beccorosso
  - Ramphastos ambiguus Swainson, 1823 - tucano becconero

### Alcune specie

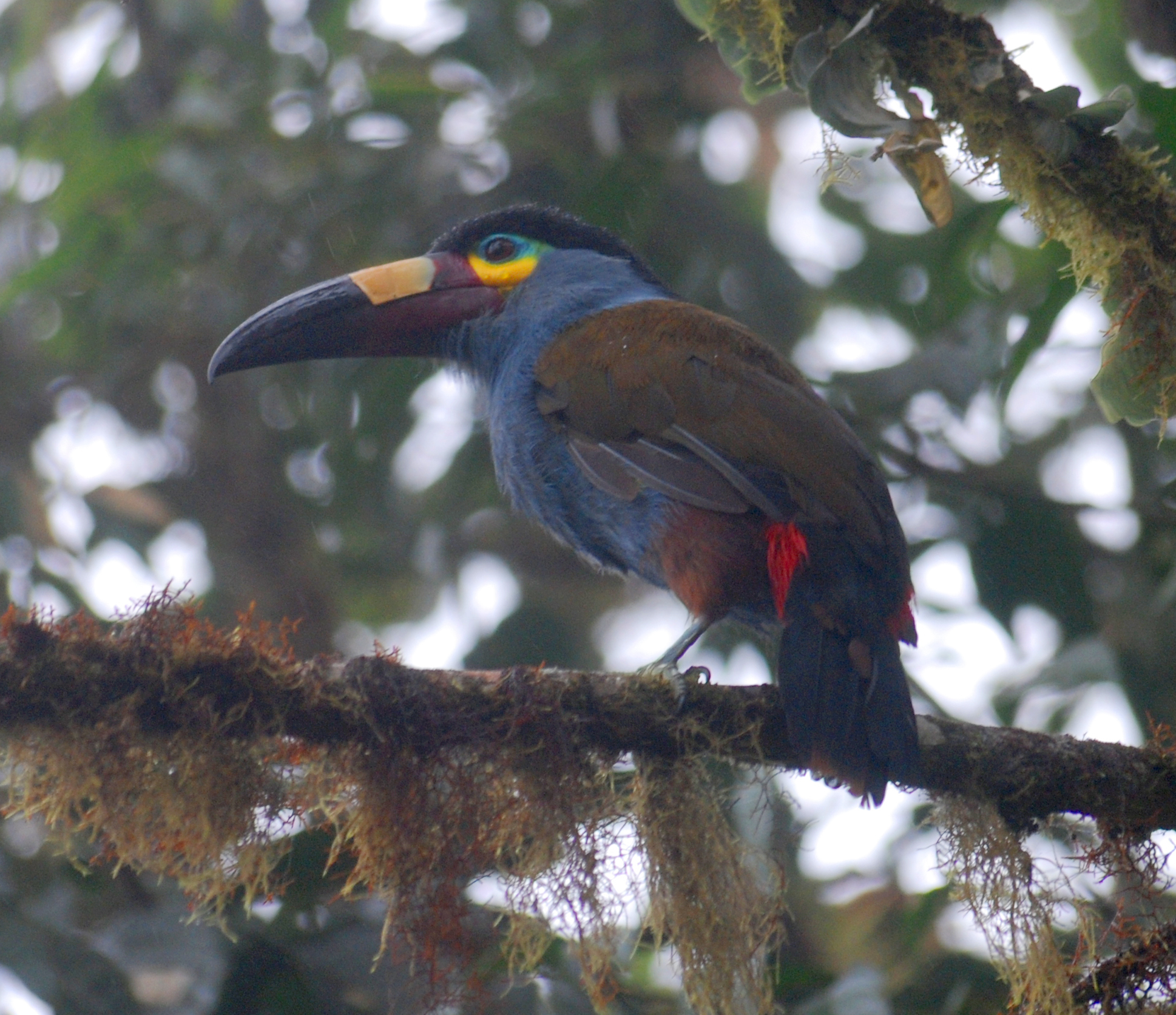
Andigena laminirostris
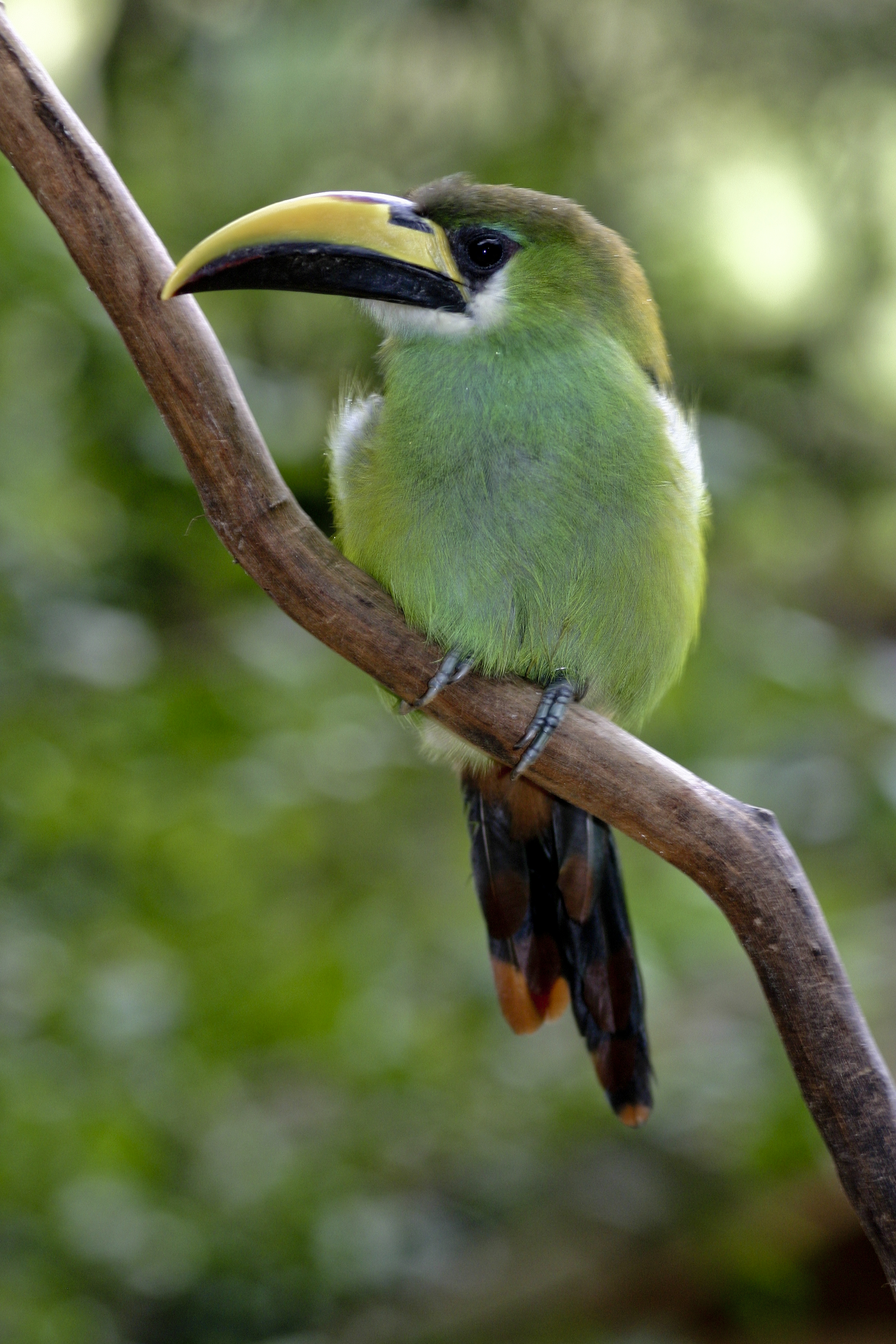
Aulacorhynchus prasinus
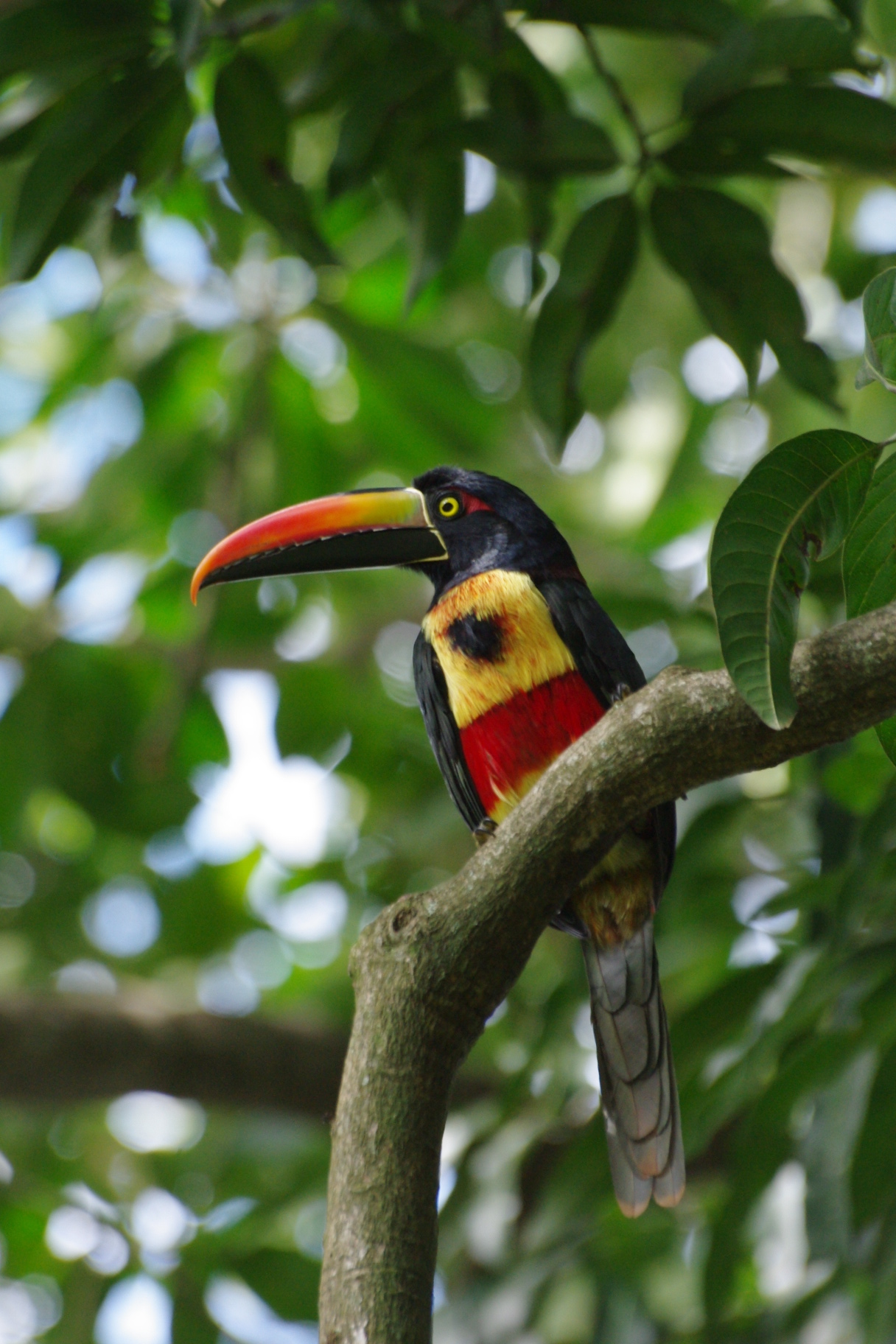
Pteroglossus frantzii
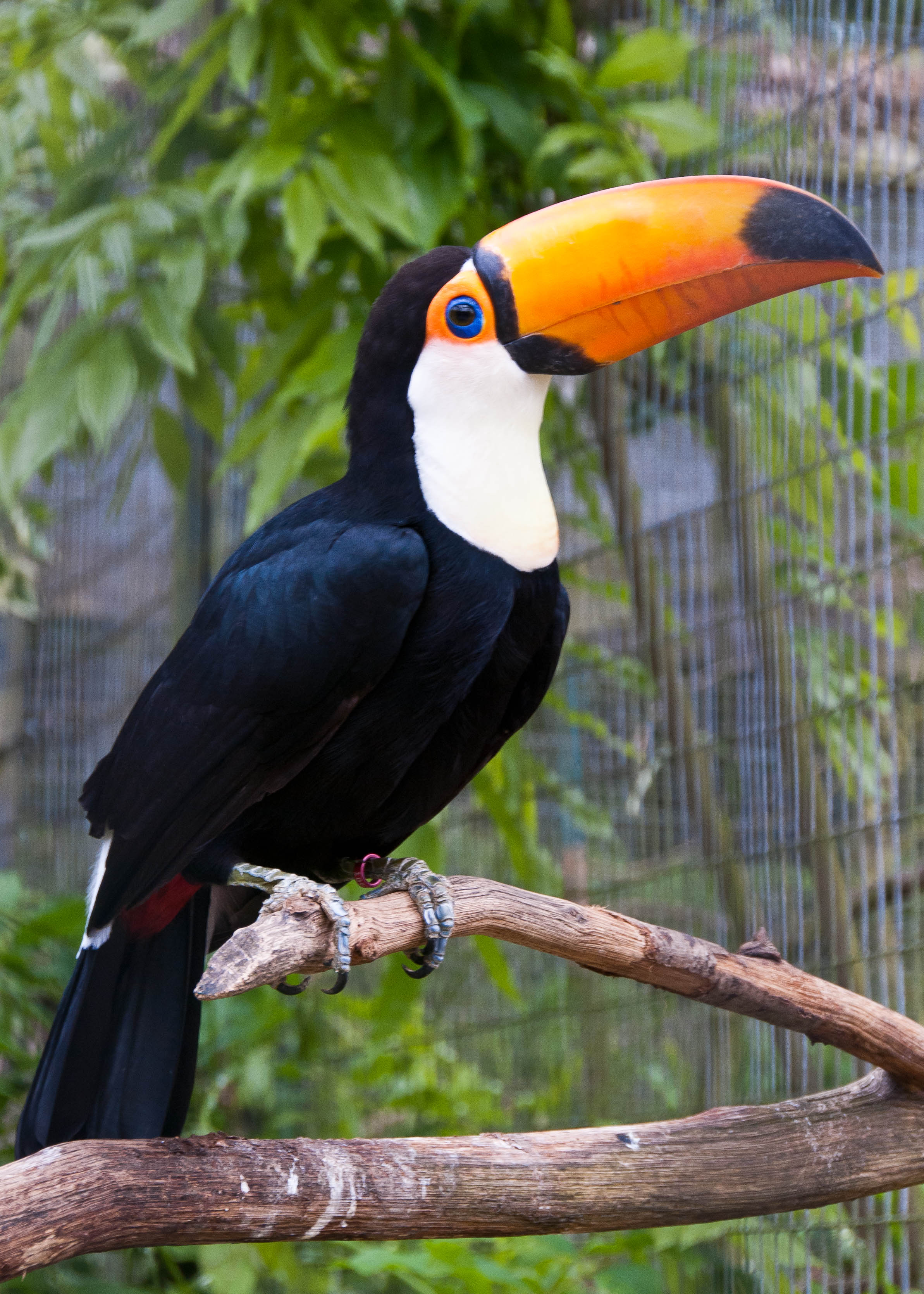
Ramphastos toco
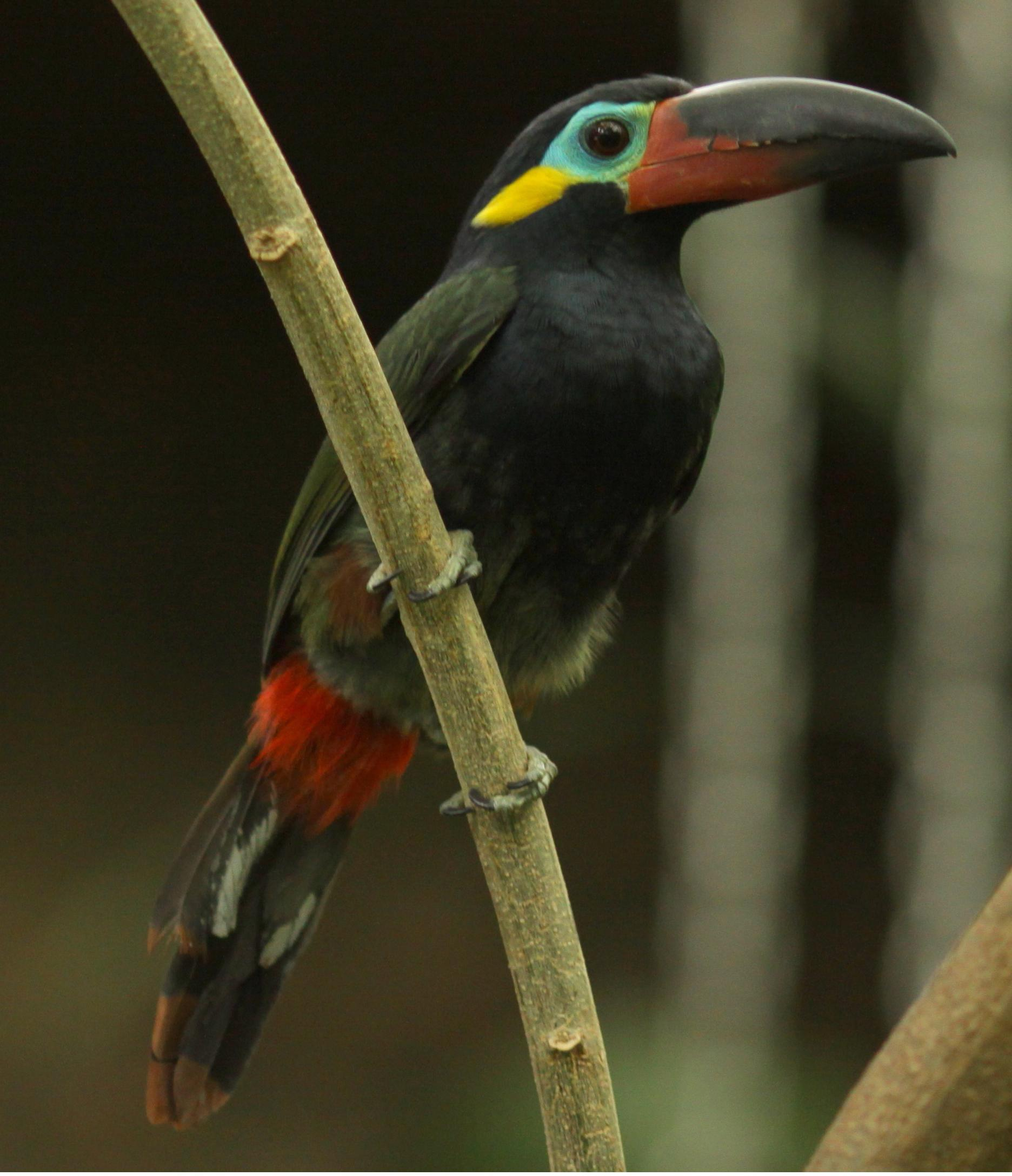
Selenidera piperivora